# 完颜胡十门
完颜胡十门（11世纪—1118年），曷苏馆人。自认金始祖兄完颜阿古乃的后裔。

## 父
父完颜挞不野，辽朝太尉。

## 生平
胡十门善汉语，通契丹大小字，勇而善战。大元皇帝高永昌据东京，招揽曷苏馆人，众人畏惧高永昌兵强，想归顺。胡十门不肯从，召其族人谋划说自己与金太祖同源，金太祖受命即大位，辽朝败亡有征兆，没有臣服高永昌的道理。于是率其族属部众拜见完颜撒改，在驰回山下扎营。在高永昌攻打下，胡十门力战不能敌，投奔完颜撒改。与同样自称完颜阿古乃后裔的完颜余里也一同归金朝。金军攻开州，胡十门以粮饷补给军队。后攻保州，辽军乘船逃跑，胡十门截击败之，收降其士卒。获得赏赐甚厚，受任为曷苏馆七部勃堇，得到一个银牌、三个木牌。天辅二年（1118年）卒。赠监门卫上将军，再赠骠骑卫上将军。

## 子
子完颜钩室，后因功以其父所管七部为曷苏馆都勃堇。

## 传记资料
- 《金史》卷六十六